# Double G
Double G è un singolo del rapper statunitense French Montana, pubblicato il 30 ottobre 2020.

## Descrizione
Il brano vede la collaborazione del rapper Pop Smoke. È staro prodotto da 808 Melo e scritto dai due interpreti. È composto in chiave Re bemolle maggiore con un tempo di 143 battiti per minuto. Double G interpola il singolo Tapout del supergruppo hip hop Rich Gang.

## Video musicale
Il giorno stesso è stato pubblicato il videoclip ufficiale del singolo che mostra delle scene girate prima della morte di Pop Smoke in cui lui è presente.

## Tracce
Testi di Karim Kharbouch, Bashar Jackson, musiche di 808 Melo.
1. Double G – 2:37